# Шанидар
Шанидар — пещера в мухафазе Эрбиль в Ираке, в которой были обнаружены останки неандертальцев. Примерный возраст находок 50—70 тысяч лет. Находится в мухафазе Эрбиль в горах Bradost (Загрос).
В коллективном погребении зрелого мужчины, двух женщин и ребёнка сохранились следы подстилки или покрывала из цветов и хвои которые характерны для этой местности в мае — начале июня. Это открытие Ральфа Солецки (Колумбийский университет) повлияло на процесс «очеловечивания» неандертальца. В другой шанидарской могиле был погребён мужчина-неандерталец 45 лет (преклонный по тем временам возраст) Шанидар-1 («Нэнди»), которому в молодости ампутировали правую руку и который позднее получил серьёзную травму головы (скорее всего, он не видел левым глазом), плюс сросшийся перелом левой стопы. Эти недуги были успешно вылечены, значит, о нём заботились его соплеменники. У Шанидара-3 на девятом ребре сохранился след от удара острым орудием, который только начал заживать. Отличительной особенностью шанидарских черепов было то, что надбровный валик не срастался в одну линию, а образовывал нечто наподобие бровей.
В 2006 году среди ранее найденных в пещере костей были обнаружены кости ноги неандертальца, получившие обозначение Шанидар-10.
В 2015—2016 годах в пещере были найдены новые костные останки неандертальца, которые приписывают к образцу Шанидар-5. Новые находки позволят секвенировать древнюю ДНК, так как старые останки из Шанидара, хранившиеся в Национальном музее Ирака в Багдаде, бесследно исчезли после того, как во время войны 2003 года музей был разграблен. Правда один скелет неандертальца (Шанидар-3) был передан Смитсоновскому институту после окончания экспедиции Ральфа Солецки.
21 сентября 2018 года британские археологи объявили о находке окаменевших останков двух взрослых неандертальцев в пещере Шанидар (Шанидар-11 и Шанидар-12).
Неандертальцу Шанидар-Z (череп, верхняя часть грудной клетки, обе руки), жившему более чем 70 тыс. л. н., было от 40 до 50 лет. После смерти ему согнули руки и поместили голову между камней. Аналогичная поза была и у неандертальца Шанидар-4.
В верхнем палеолите здесь же появилась стоянка людей современного типа зарзийской культуры.
В эпоху эпипалеолита (ок. 9 тысяч лет до н. э.) здесь найдены слои шанидар-карим-шахирской культуры — древнейшей земледельческой культуры.
У неолитического образца Homo sapiens I3883 (8300-7900 лет до н. э., IRQ_Shanidar_N_outlier) определили митохондриальную гаплогруппу H, у образца I3882 (8300-7900 лет до н. э., IRQ_Shanidar_N	Shanidar) определили Y-хромосомную гаплогруппу G2a-Z6552 и митохондриальную гаплогруппу N1a1b. При этом протонеолитический слой B1, из которого происходит I3882, датируется возрастом 13,058-11,408 тыс. лет до настоящего времени
С 2015 года здесь руководит археологическими раскопками кембриджский профессор Грэм Баркер.